# 芝塘水库
芝塘水库是中国浙江省金华市兰溪市境内的一座水库，位于兰江支流甘溪上，建于1979年。水库正常库容为2009万立方米，集雨面积为53平方千米，海拔为143.5米。